# Calliostoma indiana
Calliostoma indiana är en snäckart som beskrevs av Dall 1889. Calliostoma indiana ingår i släktet Calliostoma och familjen Calliostomatidae. Inga underarter finns listade i Catalogue of Life.

## Bildgalleri

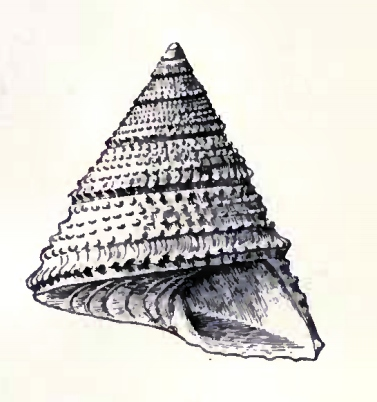
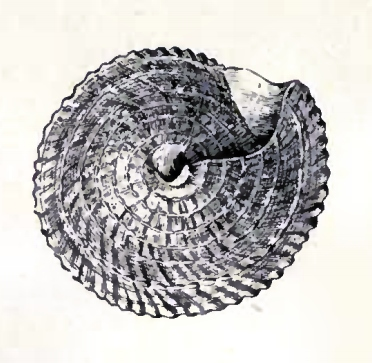